# 林慧萍往昔金曲精選2
【林慧萍往昔金曲精選2】是歌手林慧萍的個人第十五張精選專輯；歌林天龍1998年10月27日發行。
收錄【走過歲月】、【我情迷惘】、【別再走】與【我真的可以擁有】、【走在陽光裡】、【無情弦】、【一個人 一段情】七張專輯的非主打歌曲的精選。

## 專輯簡介
慧萍唱的歌內涵很多類型，感情的歌、愛情的歌、生命的歌、生活的歌，不論那一種都耐人尋味。
本選輯收錄「走過歲月」專輯以後到「說時依舊」之前期間各專輯的非主打歌曲精選，讓歌友有更多回味與珍藏。

## 專輯曲目
| 曲序 | 曲名         | 作詞   | 作曲     | 編曲   | 製作人 | 長度 | 備註                     |
| 01   | 希望         | 蔣榮伊 | 蔣榮伊   |        | 呂子厚 | 3:16 | 收錄於【走過歲月】       |
| 02   | 再來一次春天 | 施秀枝 | 黃仁清   |        | 呂子厚 | 3:16 | 收錄於【我情迷惘】       |
| 03   | 你淚中的我   | 黃捷平 | 黃捷平   |        | 呂子厚 | 4:05 | 收錄於【我情迷惘】       |
| 04   | 愛的絕筆     | 陳雲山 | 陳雲山   | 陳志遠 | 呂子厚 | 3:51 | 收錄於【別再走】         |
| 05   | 該說了       | 李麗菁 | 李麗菁   | 陳玉立 | 呂子厚 | 4:05 | 收錄於【別再走】         |
| 06   | 另一種感受   | 小蟲   | 小蟲     | 陳玉立 | 黃建昌 | 4:12 | 收錄於【我真的可以擁有】 |
| 07   | 第一片彩雲   | 豆豆   | 岩崎宏美 | 陳玉立 | 黃建昌 | 4:10 | 收錄於【我真的可以擁有】 |
| 08   | 交會         | 陳進興 | 陳進興   | 陳玉立 | 黃建昌 | 4:03 | 收錄於【我真的可以擁有】 |
| 09   | 從何時起     | 鄭柏秋 | 鄭柏秋   | 陳玉立 | 黃建昌 | 4:02 | 收錄於【我真的可以擁有】 |
| 10   | 情鍾         | 張錫雍 | 陳進興   | 丹尼   | 楊明煌 | 3:42 | 收錄於【走在陽光裡】     |
| 11   | 揮不去的你   | 成鳳   | 黃仁清   | 丹尼   | 楊明煌 | 4:12 | 收錄於【走在陽光裡】     |
| 12   | 心跳         | 張尚喬 | 陳進興   | 陳玉立 | 楊明煌 | 3:08 | 收錄於【無情弦】         |
| 13   | 別管我       | 陳美威 | 陳美威   | 陳玉立 | 楊明煌 | 3:00 | 收錄於【無情弦】         |
| 14   | 永恆的烙印   | 王海玲 | 王海玲   | 陳玉立 | 楊明煌 | 3:37 | 收錄於【無情弦】         |
| 15   | 請你別回頭   | 黃建昌 | 黃建昌   | 陳志遠 | 黃建昌 | 3:38 | 收錄於【一個人 一段情】  |
| 16   | 享受寂寞     | 顧寧   | 張勇強   | 陳志遠 | 黃建昌 | 3:19 | 收錄於【一個人 一段情】  |

## 專輯版本
- CD:1998年10月27日歌林天龍發行